# Reinhard Scheffer der Ältere
Reinhard Scheffer der Ältere (* 2. Februar 1529 in Homberg (Efze); † 10. Mai 1587 in Kassel) war ein deutscher Jurist und Staatsmann.

## Leben

### Herkunft und Ausbildung
Scheffer war der Sohn des Homberger Schneidermeisters Johannes Scheffer und dessen Ehefrau Margarethe Weitzel, die aus einer Gerichtssekretärsfamilie stammte. Seine Eltern schickten ihn zunächst auf die Schule in Homberg, dann zur schulischen Weiterbildung nach Kassel. Ab 1545 studierte er in Marburg. Dort betrieb er anfänglich philosophische und theologische Studien, konzentrierte sich dann jedoch auf das Studium der Rechtswissenschaften, das er im Oktober 1550 mit der Promotion abschloss. Mit Hilfe eines landgräflichen Stipendiums konnte Scheffer danach noch drei Jahre an den berühmten Rechtsfakultäten in Padua und Ferrara studieren. Vor seiner Rückkehr nach Deutschland traf er in Venedig mit Jakob Lersner, dem Rechtsprofessor und Bruder des landgräflichen Kanzlers Heinrich Lersner, zusammen, der im Auftrag des Landgrafen juristische Probleme mit italienischen Kollegen erörterte. Lersner war von Scheffer beeindruckt und auf seine Empfehlung bestellte Landgraf Philipp den erst 24-jährigen Juristen am 10. August 1553 zum Rat und „Diener von Haus aus“.

### Landgräflich-Hessischer Staatsdienst
Als Folge der Niederlage im Schmalkaldischen Krieg 1546–1547 waren der Landgrafschaft Hessen erhebliche Schwierigkeiten mit Kaiser, Reich und verschiedenen Nachbarn entstanden, mit denen die hessischen Juristen und Beamten jahrelang beschäftigt waren. Scheffer zeichnete sich dabei in den Auseinandersetzungen mit dem Haus Nassau wegen der Katzenelnbogenschen Erbschaft sowie bei der Erneuerung der Lehensabhängigkeit einiger westfälischer Grafen durch umsichtige Verhandlungen aus. Am 26. November 1557 berief ihn Landgraf Philipp, dessen Vertrauen er gewonnen hatte, zum Vizekanzler. 1559 war er, zusammen mit Burkhard von Cramm, Gesandter des Landgrafen auf dem Reichstag in Augsburg.
Nach Philipps Tod im März 1567 wurde Scheffer von dessen Sohn Wilhelm IV., der bei der Teilung des väterlichen Erbes die Landgrafschaft Hessen-Kassel erhielt, im Amt bestätigt. Bei den Erbstreitigkeiten zwischen den Söhnen Philipps, die schließlich am 28. Mai 1568 mit der Ziegenhainer Einigung beendet wurden, verhandelte Scheffer so umsichtig, dass ihn Wilhelm IV. 1570 als Nachfolger von Heinrich Lersner zu seinem Kanzler ernannte. Zu den herausragenden Leistungen seiner Amtsführung gehörte die Vorbereitung des Merlauer Vertrags 1583 mit Kurmainz, mit dem fast alle noch verbliebenen Mainzer Besitzungen in Nordhessen endgültig an die Landgrafschaft fielen, dafür jedoch Hessen-Kassel seine Ansprüche im Eichsfeld aufgab.
Scheffer, dem man es hoch anrechnete, dass er seine Stellung nicht zu persönlicher Bereicherung ausnutzte, trat am 10. März 1583 von seinem Amt zurück und war fortan „alter Kanzler“ und „Geheimer Rat von Haus aus“. Er starb am 10. Mai 1587 und wurde in der Martinskirche in Kassel beigesetzt.

## Familie
Scheffer heiratete am 21. November 1559 Christine Feige (* März 1537 in Marburg; † 5. April 1608 ebenda), Tochter des 1543 verstorbenen Johann Feige, von 1514 bis 1542 Kanzler der Landgrafschaft Hessen, und dessen Ehefrau Katharina Nußpicker. Die ersten acht Ehejahre wohnte das Ehepaar bei Scheffers Schwiegermutter; erst dann lebte es auf eigene Kosten im eigenen Haushalt. Der Ehe entsprossen elf Kinder.
Von diesen wurde Reinhard Scheffer der Jüngere (1561–1623) unter Landgraf Moritz von Hessen-Kassel Vizekanzler und Kanzler. Heinrich Ludwig Scheffer wurde hessischer Rat, Kammermeister in Kassel und Obervorsteher der hessischen Hohen Hospitäler. Christina Scheffer (1576–1638) heiratete am 15. Oktober 1604 in Marburg Heinrich Lersner (1573–1636), Kanzler des von der Landgrafschaft Hessen-Kassel verwalteten Nominalfürstentums Hersfeld und Sohn des Hermann Lersner.
Graf Johann von Nassau-Dillenburg verkaufte 1576 an den hessischen Kanzler Reinhard Scheffer (namens dessen Frau Christina geb. Feige), an Ludwig Feige und seine Brüder Johann und Heinrich 447 Gulden 7 1/2 Albus jährlicher Geldrente, 26 Malter Korn und 50 Malter Hafer Gülte von den Einkünften des Amtes und Kellerei Driedorf um 12.000 Gulden. Die Rückzahlung konnte jeden Herbst (mit achtmonatlicher Kündigungsfrist) stattfinden.
1583 wurde von Feiges Kindern bzw. Erben folgender Handel geschlossen: Reinhard Scheffer, hessischer Kanzler, im Namen seiner Ehefrau, sowie die Brüder Ludwig, Johann und Heinrich Feige übertrugen ihre aus einer Verschreibung aus dem Amt Driedorf von Nassau herrührenden Einkünfte auf Graf Günther von Waldeck.